# Duncan Sandys

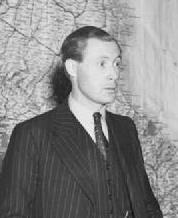
Duncan Sandys in 1944

Duncan Edwin Sandys of Baron Duncan-Sandys (Londen, 24 januari 1908 - 26 november 1987) was een Brits parlementslid en minister voor de Conservative Party.

## Levensloop
Sandys (naam uitgesproken als 'Sands') was de zoon van het conservatief parlementslid George John Sandys (1875-1937) en werd opgeleid in Eton College en Magdalen College (Oxford). Hij werd diplomaat in 1930, en werkte in het Foreign Office in Londen en in de Britse ambassade in Berlijn.
Hij werd in 1935 verkozen tot conservatief parlementslid voor Norwood, Zuid-Londen, ter gelegenheid van een tussentijdse verkiezing. Hij was toen de overtuiging toegedaan dat men aan Duitsland ruimte moest geven om een dominerende rol te spelen in Centraal-Europa, terwijl Groot-Brittannië onbedreigd zijn wereldimperium kon verder uitbouwen.

## Tweede Wereldoorlog
In 1937 werd Sandys ingelijfd in de 51st (London) Anti-Aircraft Brigade, Royal Artillery, Territorial Army.
Tijdens de Tweede Wereldoorlog vocht hij met de British Expeditionary Forces in Noorwegen. In 1941 werd hij zwaar gewond bij een auto-ongeval, wat hem een permanente mankheid opleverde. Hij werd vervolgens lid van de Army Council in Windsor, belast met de financies.
Churchill benoemde hem in een ministeriële functie. Hij was:
- 20 juli 1941 - 7 februari 1943, Financial Secretary to the War Office;
- 7 februari 1943 - 21 november 1944, Parliamentary Secretary, Ministry of Supply;
- 21 november 1944 - 26 juli 1945, Minister van Openbare Werken.

Tegelijk was hij voorzitter van het comité voor de verdediging tegen vliegende bommen en raketten.
In de eerste naoorlogse verkiezingen verloor hij zijn parlementszetel. Vanaf 1947 droeg hij verantwoordelijkheid voor de organisatie van de Europese Beweging in Groot-Brittannië en werd hij in 1950-1951 lid van de Raad van Europa.

## Opnieuw minister
De verkiezingen in 1950 brachten hem opnieuw in het parlement als lid voor Streatham en in 1951 werd hij, in een nieuwe regering Churchill, opnieuw minister. Hij was achtereenvolgens:
- 31 oktober 1951 - 18 oktober 1954, Minister van Energie.
- 18 oktober 1954 - 13 januari 1957, Minister van Huisvesting en Lokale Besturen. In deze functie initieerde hij de Clean Air Act en de Green belts.
- 13 januari 1957 - 14 oktober 1959, Minister van Defensie. Met de Defence White Paper introduceerde hij de politiek van verminderen van de gevechtsvliegtuigen ten voordele van de rakettentechnologie. Hij moedigde ook de fusie aan tussen vliegtuigbouwers.
- 14 oktober 1959 - 27 juli 1960, Minister van Luchtvaart.
- 27 juli 1960 - 13 juli 1962, Secretary of State for Commonwealth Relations.
- 13 juli 1962 - 16 oktober 1964, Secretary of State for the Colonies and Commonwealth Relations. Hij onderhandelde de toekenning van de onafhankelijkheid aan elf kolonies: Jamaica, Trinidad en Tobago, Cyprus, Malta, Maleisië, Nigeria, Kenya, Oeganda, Malawi, Tanzania en Sierra Leone. Hij was ook betrokken bij de oorlogvoering in Oost-Afrika.

Terwijl de Conservatives zich opnieuw in de oppositie bevonden, maakte hij deel uit van de Shadow Cabinet tot hij in 1966 door Edward Heath werd ontslagen. Hij had immers, tegen de partijlijn in, sterke steun gegeven aan Ian Smith en zijn eenzijdige onafhankelijkheidsverklaring in Rhodesië. Toen de conservatieven in 1970 de verkiezingen wonnen werd hij niet meer opgenomen in de regering maar werd hoofd van de delegaties van het Verenigd Koninkrijk in de Raad van Europa en in de West-Europese Unie.
In 1974 nam hij ontslag als parlementslid en werd hij tot lid van het Hogerhuis benoemd, onder de naam Baron Duncan-Sandys of the City of Westminster.
Zijn belangstelling voor monumentenzorg bracht hem ertoe in 1956 de 'Civic Trust' te stichten, waarvan hij vele jaren de voorzitter was.
Als lid van de Raad van Europa was hij een van de hoofdacteurs in het organiseren van het Europees Jaar van het Bouwkundig Erfgoed in 1975 en speelde hij een belangrijke rol tijdens de activiteiten die hoogtepunten kenden in Brugge en in Amsterdam.

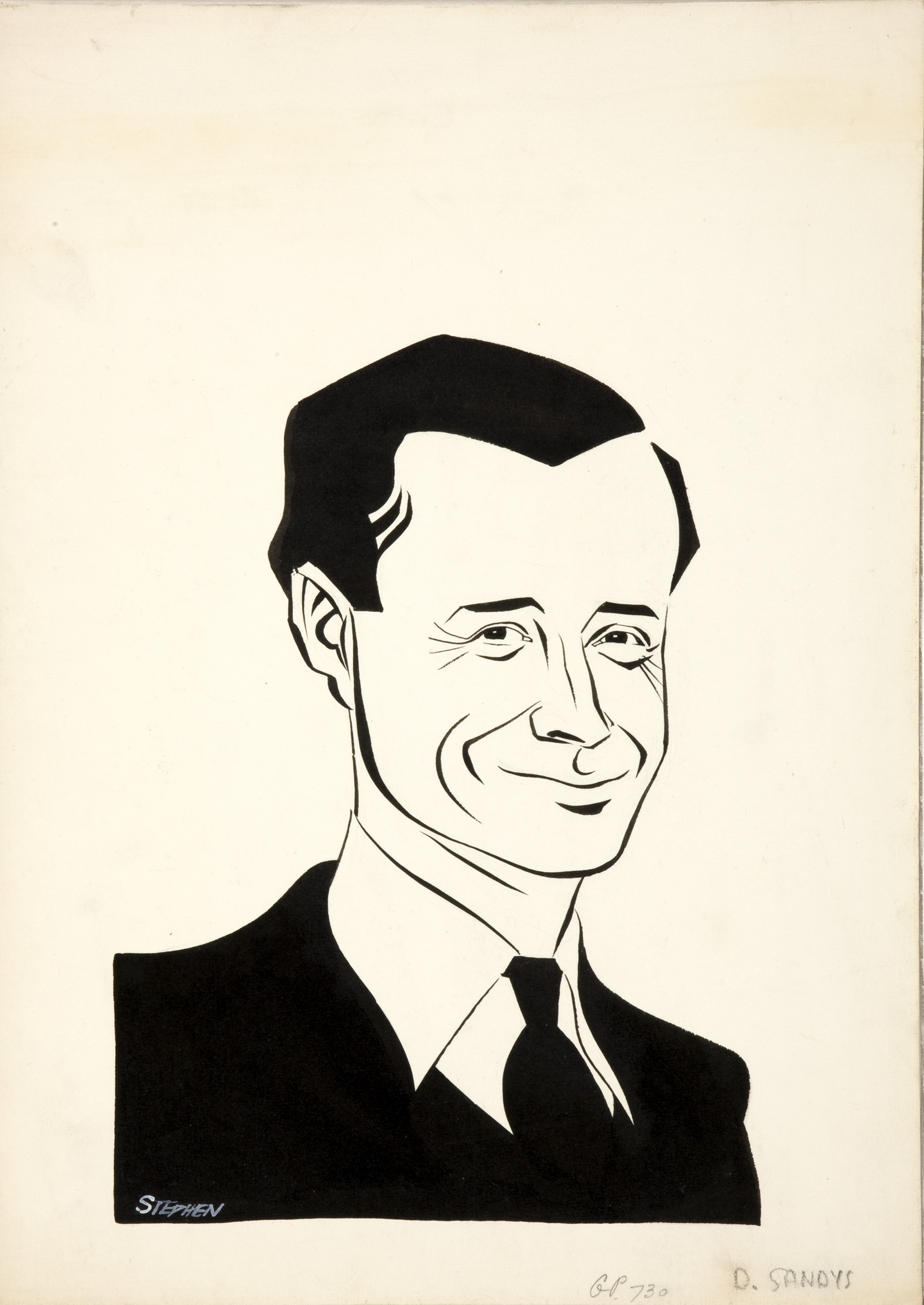
karikatuur van Duncan Sandys

In 2010 werd in Londen, Vincent Square 10, een herinneringsplaket aangebracht tegen de gevel van het huis waarin hij in Londen woonde. Het werd onthuld door zijn kleinzoon Duncan Sandys (1974), in dat jaar lord mayor of Westminster.

## Privé
In 1935 trouwde Duncan Sandys met Diana Churchill (1909-1963), die eerst getrouwd was met John Milner Bailey. Zij was een dochter van Winston Churchill, die veel deed voor de bevordering van de politieke carrière van Duncan. Ze scheidden in 1960.
In 1962 trouwde hij met Marie-Claire Schmitt († 1969), die eerst getrouwd was met burggraaf Robert William Hudson, 2nd Viscount Hudson. 
Hij had als kinderen:
- met Diana Churchill:
  - Julian Sandys (19 september 1936 - 15 augustus 1997),
  - Edwina Sandys (22 december 1938),
  - Celia Sandys (18 mei 1943),
- met Marie Claire Schmitt:
  - Laura Sandys (5 juni 1964), Conservatief parlementslid voor Thanet South van 2010 tot 2015.

## Voetnoten
1. ↑  Hansard, 2 May 1935, cols.595-598. Maiden speech in het Parlement door Duncan Sandys, gewijd aan de verhoudingen met Duitsland.
2. ↑  Marie-Claire Schmitt, at The Peerage website

- Bibliothèque nationale de France: cb170540600 (data)
- Gemeinsame Normdatei: 129414786
- International Standard Name Identifier: 0000 0000 7104 2495
- Library of Congress Control Number: no2009146379
- SNAC: w6gs2rng
- Virtual International Authority File: 77392966
- WorldCat: E39PBJxH39MkJXFB7gdjy7MgKd